# Дерби (Конектикат)
Дерби (енгл. Derby) град је у америчкој савезној држави Конектикат. По попису становништва из 2010. у њему је живело 12.902 становника.

## Демографија
Према попису становништва из 2010. у граду је живело 12.902 становника, што је 511 (4,1%) становника више него 2000. године.
| Група             | 2000.          | 2010.         |
| Белци             | 10.609 (85,6%) | 9.599 (74,4%) |
| Афроамериканци    | 449 (3,6%)     | 980 (7,6%)    |
| Азијати           | 215 (1,7%)     | 332 (2,6%)    |
| Хиспаноамериканци | 950 (7,7%)     | 1.830 (14,2%) |
| Укупно            | 12.391         | 12.902        |